# Dietes robinsoniana
Dietes robinsoniana là một loài thực vật có hoa trong họ Diên vĩ. Loài này được (F.Muell.) Klatt miêu tả khoa học đầu tiên năm 1882.